# Gintama
Gintama (銀魂, lit. "Alma de Prata"), também chamado Gin Tama, é um mangá escrito e ilustrado por Hideaki Sorachi e serializado desde 8 de dezembro de 2003 na revista Weekly Shonen Jump. Situado no Período Edo que foi conquistado por alienígenas chamados Amanto, o enredo segue a vida do ponto de vista do samurai Gintoki Sakata, que trabalha como freelancer ao lado de seus amigos Shimura Shinpachi e Kagura a fim de pagar o aluguel mensal. Sorachi acrescentou o cenário de ficção científica após seu editor sugerir em criar uma série histórica.
A série foi adaptada em um OVA produzido pela Sunrise e foi exibido na Jump Festa 2006 Anime Tour em 2005. Após isso o mangá ganhou adaptação em anime, que estreou em 4 de abril de 2006 na TV Tokyo e terminou em 25 de março de 2010. Uma sequência chamada Gintama' estreou no Japão em 4 de abril de 2011 e terminou em 26 de março de 2012. Depois uma continuação com poucos episódios começou a ser exibida em 4 de outubro de 2012 a 28 de março de 2013. A continuação da série de anime intitulada Gintama° começou a ser exibida em 8 de abril de 2015 e terminou em 30 de março de 2016. Dois filmes de animação e quatro OVAs também foram produzidos. Além da série de anime, houve várias light novels, além de serem lançados também jogos eletrônicos baseados em Gintama. Uma adaptação de mesmo nome em um filme live-action foi lançado em 14 de julho de 2017 pela Warner Bros. Pictures. No Brasil, o anime é exibido pelo serviço de streaming Crunchyroll. Também esteve disponível na Netflix entre 2014 e 2015, com opção de dublagem e áudio original. Desde 1o. de setembro é exibido no canal I-Sat. Uma nova série de anime que continua a história de Gintama° estreou em 9 de janeiro de 2017.
No Japão, o mangá Gintama tem sido bastante popular, vendendo mais de 50 milhões de cópias. O anime e os seus DVDs também foram destaque nos seus respectivos meios de comunicação em diversos períodos, enquanto que a TV Tokyo chegou a anunciar que o anime Gintama foi responsável por elevadas vendas no exterior, juntamente com a adaptação do anime Naruto. Várias publicações especializadas em mangá, anime e relacionados têm comentado sobre o mangá Gintama,  positivamente sobre a comédia do mangá junto aos personagens da série, enquanto que as críticas negativas têm sido atribuídas ao estilo do mangá.

## História
A história de Gintama ocorre num período alternativo de Edo tardio, onde a humanidade foi conquistada por alienígenas chamados "Amanto" (天人, "Pessoas do Céu"). Os samurais do Japão lutaram contra os invasores, mas, depois de derrotá-los, os Amantos colocaram uma lei de proibição na utilização de espadas. A trama é focada nas aventuras de um samurai excêntrico conhecido como Sakata Gintoki (também conhecido como Odd Jobs Gin), que ajuda o adolescente Shimura Shinpachi a salvar sua irmã de um grupo de alienígenas que querem torná-la parte de um bordel. Impressionado com Gintoki, Shinpachi se torna seu aprendiz e trabalha com ele como um freelancer para pagar o aluguel mensal onde vive Gintoki.
Mais tarde, os dois resgatam uma adolescente alienígena chamada Kagura de um grupo Yakuza que queriam usar sua força sobre-humana para matar pessoas. Depois disso, Kagura decide juntar-se a Gintoki e Shinpachi para trabalhar por conta própria, e os três começam a ser chamarem "Yorozuya" (万事 屋, "Fazemos Tudo"). Às vezes, ao fazer o seu trabalho se deparam muitas vezes com a força policial Shinsengumi, que muitas vezes acabam se aliando a eles. Também, no desenvolvimento da série aparecem múltiplos personagens, como o terrorista Kotaro Katsura que mantém um relacionamento amigável com Gintoki e seus amigos, apesar de sua ambição de destruir o xogum, e Shinsuke Takasugi, que atua como um antagonista principal ao longo da série e que também quer destruir o xogum de uma forma mais violenta do que Kotaro.
Embora a história da série seja comumente episódica, também há alguns arcos da história que são desenvolvidos através de vários capítulos. Através de vários arcos de história, Takasugi começa a ganhar aliados, incluindo o irmão de Kagura, Kamui, e a unidade de elite Mimawarigumi para se preparar para o seu golpe de Estado em grande escala.
Após o assassinato do xogum governante, Shige Tokugawa, o Shinsengumi se revela contra o novo xogum, Hitotsubashi Nobunobu.

## Temas e estilos
O foco principal de Hideaki Sorachi em Gintama é a utilização de piadas. Durante o segundo ano de serialização do mangá, ele começou a adicionar mais drama à história, enquanto mantém a comédia. Várias piadas do mangá são comentários sobre clichês de outras séries shonen. Por exemplo, no primeiro capítulo, após a briga de Gintoki com um grupo de alienígenas para proteger Shinpachi e Otae, Shinpachi reclama que ele só lutou por "uma página", Gintoke responde "Cale a boca! Uma página é muito tempo para um artista de mangá!". O desejo exagerado de Gintoke para ler a revista Weekly Shonen Jump (que faz com que ele pare de lutar, a fim de obtê-la), também faz o divertimento dos leitores, uma vez que durante essas partes, personagens são citados. Outros tipos de situações cômicas são mais gerais, de modo que o leitor deva saber sobre a cultura japonesa para compreendê-las. O humor é descrito por revistas especializadas como "bizarro" e "estranho". Também é descrita como sendo dividida entre duas categorias: "ficção-científica de comédia" e "comédia samurai" com o primeiro referindo-se aos estrangeiros. A série tende a apontar "um ponto fraco irritante sobre a sociedade moderna", incluindo celebrações de dias ou figuras míticas famosas. Além disso, existem referências a várias figuras históricas com alguns personagens da história sendo baseados nelas. Além da comédia da série, os alienígenas invasores no Japão trazem várias questões sociais entre eles e os seres humanos sendo a mais recorrente é a falta de igualdade social.

## Produção
Em 2003, Hideaki Sorachi era um artista de mangá que já havia criado dois one-shots para a revista Weekly Shonen Jump. Embora ele estivesse se preparando para escrever sua primeira série serializada, seu editor sugeriu que ele criasse uma série de mangá baseada no Shinsengumi, porém, a série em sua maior parte foi inspirada por um programa de televisão sobre a trupe de 1860, conforme foi retratada por atores. Sorachi tentou criar essa série desde que admitiu gostar do Shinsengumi, mas no final não conseguiu obter qualquer coisa. Ao invés de abandonar completamente a ideia, ele permaneceu focado na época histórica japonesa mas começou a criar sua própria história, adicionando elementos de ficção científica e ficcionalizando muitas das figuras da época para criar uma história mais a seu gosto. O título original da série era para ser "Yorozuya Gin-san" (万事屋銀さん), mas não teve nenhum impacto em Sorachi. Após um grande debate, ele decidiu colocar na série o nome de Gintama depois de discuti-lo com sua família, após tentar decidir colocar um nome que soa próximo do tema sem estar completamente fora dele. Embora Sorachi, tenha considerado o one-shot  "Samuraider", ser muito pobre, o ajuste de tal one-shot serviu de base para Gintama, como a adição de personagens alienígenas. Sorachi gostou dos períodos Bakumatsu e Sengoku devido a como ambos foram eras de mudanças e, assim, apresentou os pontos positivos e negativos da humanidade. A série então foi situada em um Bakumatsu alternativo para dar uma maior importância ao bushido dos personagens, pois naquela época os samurais estavam no ponto mais baixo de suas vidas.
O personagem principal da série foi originalmente concebido para ser Toushirou Hijikata já que  Sorachi era um fã do Shinsengumi. Mais notadamente a partir de Hijikata Toushirou (a milícia  que  foi  a base para o de Gintama), depois  que viu o filme Burn! Sword!.  Sorachi decidiu não usar Hijikata como a personagem principal, mas acrescentou ele, juntamente com a Shinsengumi, na história. O capítulo piloto da série tinha uma trama diferente da que foi serializada: Shinpachi já havia se reunido com Gintoki e  havia  um Shinsengumi mais velho. Como todos estes novos Shinsengumi  eram mais velhos do que a maioria das  personagens  recorrentes  da série,  Sorachi decidiu removê-los pois percebeu que eles não eram divertidos. Quando perguntado  por  um  fã,  Sorachi  mencionou  que  a maioria das personagens da série são baseados em cidadãos na vida real Edo  enquanto o personagem de Gintoki é praticamente baseado no popular herói Sakata Kintoki.
Durante o primeiro ano da série, Sorachi acreditava que  a origem da popularidade de Gintama  foi  parcialmente  ligada  ao  drama  Shinsengumi. Enquanto o drama  decorreu durante o primeiro ano da série, quando  o  mangá  foi  principalmente feito de histórias mais curtas das personagens e do mundo, ele se sentiu desconfortável de fazer as coisas relacionadas com o drama. Pelo segundo ano e além, ele se tornou mais  ousado  em  suas histórias e conceitos, criando histórias  que  já  incluíam  mais  drama  ao mesmo tempo manter seu senso de humor  e  satirização  do Japão moderno, através de seu passado romanceado. Ao trabalhar  nos capítulos , Sorachi geralmente tem  problemas  para  terminar  o  manuscrito, deixando  seu  supervisor  para  levá-lo  antes que ele possa revê-lo. Ele acha sobre o que escrever ficando em seu quarto ou indo para uma caminhada.   Pensamento  de  Gintama  como um manga "sem-sentido", antes de  escrever um capítulo,  Sorachi pensa se o capítulo deve ser uma comédia ou um drama. Quando não sabe sobre o que escrever, pede ajuda para seu editor. Ao ilustrar  as linhas da série, Sorachi geralmente usa uma  caneta  com ponta de feltro, uma caneta, uma  caneta de ponta de pincel e uma multiliner. Para as principais linhas de personagens que ele só  usa  uma caneta com ponta de feltro e uma caneta, enquanto que para os esboços um multiliner-0.8.

## Mídias

### Mangá
Os capítulos do mangá Gintama são escritos e ilustrados por Hideaki Sorachi. Eles têm sido serializados na revista semanal de mangá Weekly Shonen Jump desde 8 dezembro de 2003. A editora Shueisha compila esses capítulos em volumes tankobon e os publica sendo o primeiro publicado em 2 de abril de 2004. No total, 77 volumes foram lançados no Japão. A editora Shueisha também está publicando os primeiros capítulos de Gintama online no site oficial da revista Weekly Shonen Jump.

### OVAs
Dois OVAs de Gintama foram desenvolvidos pela Sunrise para a Jump Festa Anime Tour 2005 e 2008. O primeiro OVA, com o mesmo título, é composto de várias histórias auto-conclusivas destinadas a introduzir os personagens da série. O segundo OVA intitulado Shiroyasha Kotan (白夜叉降誕, lit. Nascimento do Demônio Branco) é definido inicialmente na guerra entre aliens e samurais, e é mais tarde revelado como mentira. Em 30 de setembro de 2009, um DVD chamado Gintama Jump Anime Tour de 2008 e 2005, foi publicado pela Aniplex. Ele contém os OVAs de 2005 e 2008 e um comentário de áudio.

### Anime
Uma adaptação de anime da Sunrise estreou na TV Tokyo no dia 4 de abril de 2006. Os primeiros 99 episódios foram dirigidos por Shinji Takamatsu. Os episódios 100–105 foram dirigidos por Takamatsu e Yoichi Fujita, enquanto os seguintes episódios estão sendo dirigidos apenas por Fujita. O subtítulo do anime Gintama pode ser livremente traduzido como "O ponto de partida é a máxima importância para qualquer coisa, de modo que tentar superar a si mesmo é apenas de direito." Em janeiro de 2009, Fujita mencionou que ele não ia para o trabalho na quarta temporada da série a partir de tal ano. No entanto, em fevereiro de 2009, foi confirmado que o anime iria continuar por um quarto ano, mais uma vez dirigido por Fujita. A série terminou em 25 de março de 2010 com um total de 201 episódios.
Em março de 2010, Yoichi Fujita sugeriu que o anime vai continuar, quando a equipe conseguir material suficiente para trabalhar sobre ela. Shinji Takamatsu reivindicou a série de TV "absolutamente não é mais. Ele ainda nem começou ainda! Ele vai certamente voltar." Em dezembro de 2010, declarou que o anime Gintama será retomado em abril de 2011. Gintama, a seqüência permanente para o anime Gintama original, estreou no Japão em 4 de abril de 2011. A equipe principal da primeira série de TV permanece em Gintama, com Fujita como diretor. A abertura tema é "Tougenkyou Alien" (桃源郷 エイリアン) por Serial TV Drama, enquanto o tema de encerramento é "Samurai Heart (Some Like It Hot!)" (サムライ ハート (Some Like It Hot!)) por SPYAIR.
No Japão, a Aniplex distribui o anime em formato DVD. Um total de treze volumes foram liberados para a primeira temporada, entre 26 de julho de 2006 e 26 de junho de 2007. A segunda temporada foi lançada em  outro conjunto de treze volumes entre 25 de julho de 2007 e 23 de julho de 2008. A 3ª Temporada também foi lançado em treze volumes de 27 de agosto de 2008 a 26 de agosto de 2009. A quarta temporada foi  lançada em treze volumes em DVD, de 28 de outubro de 2009 a 27 de outubro de 2010.
Em novembro de 2008, foi feito um acordo entre a TV Tokyo e a Crunchyroll serviço de streaming de vídeo. Crunchyroll iria transmitir os episódios Inglês-legendados  por uma semana livre depois de serem exibido no Japão. Os assinantes podem assistir a novos episódios depois de uma hora de irem ao ar no Japão. Em 8 de janeiro de 2009, Crunchyroll carregou seu primeiro episódio (episódio 129) para o serviço. Juntamente com novos episódios a cada semana, Crunchyroll também carrega episódios desde o início da série. O anime é licenciado pela Sentai Filmworks, com distribuição de Section23 Films. Chris Section23 Films Oarr comentou que apenas as duas primeiras temporadas foram licenciadas, com uma opção sobre o resto. A primeira coleção contendo treze episódios Inglês-legendado foi lançada em DVD, em 27 de abril de 2010. A partir de 4 de abril de 2011 a série voltou a ser produzida pelo estúdio Sunrise e a ser exibida na TV Tokyo.

### Filme
Em outubro de 2009, a Warner Bros registrou o nome de domínio "Gintama movie.com" na Internet , apesar de não confirmar a realização de um filme. Na edição do 58 da Shonen Jump semanal em 2009, lançado no final daquele mês, foi confirmado o desenvolvimento do cinema como também dando o slogan "Gintama Wasshoi Matsuri!" com "Wasshoi" uma mensagem comumente feita em festivais japoneses. Intitulado Gintama: Shinyaku Benizakura-Hen (银魂 新 訳 红桜 篇, lit. "Gintama: Um novo Arco Benizakura"), a trama do filme é um remake do arco da história de Gintama em que Kotaro Katsura é atacado por um membro do exército Kiheitai e  Gin começa a procurar por ele. Um dos comerciais de TV do filme brinca que a verdadeira "última cena" do anime está no filme. O tema musical será "Bakuchi Dancer"(バクチダンサー) para o filme. Ele estreou em 24 de abril de 2010, arrecadando mais de dois milhões de dólares em 90 telas durante seus primeiros dias. O filme foi lançado em DVD em ambas as versões regular e limitada em 15 de dezembro de 2010, este último incluindo um CD bônus.

### CDs
As músicas para o anime Gintama são compostas por Eiichi Kamagata. Em 27 de setembro de 2006, publicou o áudio Altos primeiro CD trilha sonora para a série conhecida como Gintama Original Soundtrack. Ela apresentava 36 faixas, incluindo a versão para a TV a partir do tema da primeira abertura e os dois primeiros temas de encerramento. A trilha sonora do segundo CD, Gintama Original Soundtrack 2, foi lançada em 11 de novembro de 2007. Ela inclui 40 faixas, mas não têm versões de TV da abertura e temas da série final. O mais recente CD é Gintama Original Soundtrack 3, publicado em 24 de junho de 2009. Possui um total de 28 faixas, incluindo o tema "Dondake! Gintaman" (どん だけ ー! ギンタマン), Que foi usada como uma mordaça no episódio 100 da série. Além de trilhas sonoras da série de TV, em 25 de março de 2009 , foi publicado Gintama The Best, que é composto de um CD e um DVD. O primeiro inclui as fullversions dos cinco primeiros temas de abertura da série e os primeiros nove temas de encerramento. O segundo apresenta os vídeos dos temas musicais dos créditos anteriores.

### Light novels
Uma série de romances  baseada no mangá Gintama tem sido escrita pelo autor Tomohito Osaki, ilustrada por Hideaki Sorachi, e publicada pela Shueisha. Eles apresentam os personagens da série introduzidos em um ambiente escolar com Gintoki na qualidade de seu professor. Está funcionando na Jump Square, sob o título de 3 Nen Z-Gumi Ginpachi-sensei (3 年 Z 组 银 八 先生, lit. "3º Grau  Classe Z Ginpachi-sensei"). O primeiro romance foi publicado em 3 de fevereiro de 2006, enquanto em 4 de abril de 2011, cinco romances de luz foram publicados pela Shueisha.

### Jogos eletrônicos
No Japão, um jogo de PlayStation 2 Gintama, Gintama: Junto com Gin! Meu Journal Distrito Kabuki (! 銀 魂 銀 さん と 一緒 ボク の かぶき 町 日記, Gintama Gin-san para Issho Boku no Kabuki-cho Nikki!?), Foi lançado em 30 de agosto de 2007, e um jogo de Wii, Gintama: General Store Tube: Cartoon TSUKKOMI-poder (銀 魂 万事 屋 ち ゅ 〜 ぶ ツッコマブル 動画, Gintama Yorozuya Chubu Tsukkomaburu Doga), foi lançado em 25 de outubro de 2007. Um jogo para o Nintendo DS chamado Gintama: Bola de Prata Quest: Trabalho de Gin-Mudança para Salvar o Mundo (銀 魂 銀 玉 くえ す と 銀 さん が 転職 し たり 世界 を 救っ たり, Gintama Gintama Kuesuto Gin-san ga tenshoku-shitari Sekai o Sukuttari) foi lançado em 6 de dezembro de 2007.  Outros dois jogos para o DS incluem Gintama Dee-Ess: Odd Jobs Grand Riot! (銀 魂 で ぃ 〜 え す 万事 屋 大 騒動, Daisōdō Gintama Yorozuya Dīesu!) E Gintama: Gintoki vs Hijikata!? A grande luta pelas almas de Prata no Distrito Kabuki! (银 魂 银 时 vs 土方!? かぶき 町 銀 玉 大 争奪 戦!, Gintama Gintoki vs Hijikata!? Kabuki-cho Gitama Daisōdatsusen !!?). Além disso, houve dois jogos de Nintendo DS com caracteres Gintama até agora: o jogo Jump Super Stars e sua seqüência, Jump Ultimate Stars, ambos são jogos da Weekly Shōnen Jump, mas recentemente, Gintoki e Kagura foram adicionados em J-Stars Victory VS, sendo outro game da Weekly Shonen Jump (2014).

### Guias
Houve três guias de Gintama: dois para o mangá e outro para o anime. O primeiro guia para o mangá é Gintama Oficial personagem do livro - Gin Channel! (銀 魂 公式 キャラクター ブック "銀 ちゃん ねる!", Gintama Oficial personagem do livro -!? Gin Chaneru) lançado pela Shueisha em 4 de abril de 2006.  Possui personagens, arquivos, uma entrevista com Hideaki Sorachi e adesivos de caráter original. O segundo livro é Gintama Oficial personagem do livro 2 - quinta série (銀 魂 公式 キャラクター ブック 2 "银 魂 五年 生", Gintama Oficial personagem do livro 2 - Gonen- Sei?), que foi publicado em 5 de maio de 2009. Como no livro anterior, este também tem uma entrevista com Sorachi e arquivos para os novos personagens que apareceram na série desde o lançamento do primeiro guia . O guia para o anime é chamado Gintama Oficial Animação Guide "Gayagaya Box" (オフィシャルアニメーションガイド 銀 魂 あに め ガヤガヤ 箱). Foi publicado em 4 de abril de 2008 para comemorar a exibição do episódio 100 do anime. Este guia apresenta comentários feitos por atores japoneses e voz do elenco da série.

## Recepção
Com 31 volumes lançado em dezembro de 2009, o mangá de Gintama  já vendeu 29 milhões de unidades no Japão . Em Março de 2007, a Shueisha anunciou que as vendas do primeiro volume tinha ultrapassado um milhão de cópias. Os seguintes volumes do mangá também tiveram boas vendas, tendo aparecido várias vezes no ranking japonês de quadrinhos.  O volume 17 do mangá foi classificado como o décimo volume best-seller do Japão em 2007. Em 2008, o mangá foi classificado como a série best-seller 10, com mais de 2,3 milhões de cópias vendidas. Ele também atingiu o número 5 no Japão de mangá mais vendido no primeiro semestre de 2009, vendendo mais de 2,7 milhões de volumes entre 17 de novembro de 2008 e 17 de maio de 2009.  Em 2008, Gintama foi destaque em dois inquéritos Oricon: no topo do ranking como "mangá mais engraçadoá" e 5 em "mangá mais interessante".  Em outra pesquisa de 2009, foi listado como o  sexto  mangá que poderia ser adaptado em  filme live-action. Em uma enquete da revista Zassosha de manga Puff japonês, Gintama foi segundo lugar na categoria "Melhor Conto". A Fuji News Network citou Gintama como um dos responsáveis pela popularidade das espadas de madeira  em 2008, enquanto os varejistas de Hokkaido tiveram boas vendas de espadas de madeira para estrangeiros. Na América do Norte, Gintama foi classificado como o melhor mangá shōnen novo a partir de 2007 em About.com  2007. Readers Poll: Melhor Shonen Mangá.  Na Sociedade para a Promoção do Prêmio animação japonesa a partir de 2008, Gintama foi nomeado para a categoria de "Melhor Manga - Comedy", perdendo para Negima!. As vendas dos volumes dos mangás em inglês também têm sido boas, com alguns deles tendo aparecido em Diamond Comic Distributors's Top 300 Graphic Novels.
O primeiro romance de Gintama tornou-se o romance mais vendido do Japão em 2006. A conquista mesmo foi feito pelo terceiro romance em 2008. A adaptação do anime também tem sido destaque várias vezes no ranking da TV japonesa,  com os dois primeiros episódios terem um rating de 5.6., as vendas de DVDs da série também foram destaque no ranking japonês anime DVD várias vezes, enquanto o terceiro DVD da 3 ª temporada em nono lugar na Amazon.com japonês Top Ten dos melhores vendedores de DVDs em 2008. Em agosto de 2008, a TV Tokyo anunciou que Gintama e Naruto "contribuíram para fortes vendas de direitos no exterior no ano fiscal que terminou em março." Em uma enquete Puff, Gintama ganhou na categoria" Melhor Animação ". Em abril de 2010, foi listado como o 13 º melhor anime entre abril de 2009 e março de 2010 por Animage. O DVD do Gintama OVA´s se tornou o mais vendido OVA no Japão em 2009, tendo vendido 61.226 unidades, após duas semanas de ser liberado. Na pesquisa Oricon de "2009 Top-Selling DVDs no Japão", o mesmo DVD classificado no topo da categoria "Animação / Efeitos Especiais DVDs", com um total de 76.000 unidades vendidas. O CD da trilha sonora Gintama The Best recebeu o "Animação Álbum do Ano" da revista Junpo Kinema Navigator DVD japonês.
A resposta da crítica para a mangá Gintama foi globalmente positiva. Carlo Santos de Anime News Network encontrou o mangá para ser uma "comédia de um-de-um-tipo" louvando as personalidades dos personagens e piadas. Por outro lado, a obra foi criticada por ser "difícil de acompanhar", quando há cenas rápidas. Piadas sobre os clichês da série shonen outros também foram bem recebidos pelo escritor About.com Deb Aoki, que, como Santos, encontrado a arte de ser "a única coisa que distrai os prazeres de outra forma considerável desse mangá, adoráveis patetas". No entanto, os desenhos dos personagens foram elogiados por suas variações, incluindo os dos alienígenas que aparecem na série por Katherine Dacey de Pop Culture Shock, que observou que "Esses personagens adicionam interesse visual e de vida para cada painel, mantendo o leitor investido quando a tenda histórias." Outros comentários negativos sobre o mangá tem o pequeno número de estrangeiros que aparecem na série, bem como como alguns capítulos estão focados em lutas como a luta contra Hijikata e  Gintoki. Michael Aronson de Mangá vida concluiu sua revisão do mangá, dizendo que "O potencial está lá, mas a execução está se esforçando", como ele ainda gostava da comédia da história. Alex Comics Village Hoffman mencionou que Gintama "pode" realmente ser comparados com os quadrinhos, porque de uma coisa:. as piadas " Ele descobriu o contexto da série hilariante e gosto de como existem novas piadas em cada capítulo. Tal como outros comentadores, Hoffman também não gostava arte Sorachi, mas ainda encontrou o mangá a ser "uma grande comédia, ou uma boa leitura." Comic Book escritor Bin Leroy Douresseaux descobriu que o grande número de personagens com aparências diferentes na série permiti que o leitor se diverta com a série como "pelo menos a cada poucas páginas, ou então apresentar algumas incomuns e visual interessante."
A adaptação do anime Gintama tem recebido respostas positivas e misturadas. O humor foi observado para a melhoria após a introdução da série, apesar de algumas piadas eram de difícil de compreender devido ao fato de alguns deles são referências à cultura japonesa e outras séries. As notas sobre os lançamentos de DVD foram criticados por falta de explicação do cultural piadas. Além disso, a qualidade do humor foi considerado incoerente nos primeiros episódios, devido à profundidade de cerca de trazer, a tal ponto que alguns espectadores podem abandonar a série. A qualidade da série foi encontrada para melhorar como a série continua como as pessoas não seriam intimidados por sua grande quantidade de episódios. a acção dos personagens foram elogiados devido ao seu conhecimento que eles estão em uma série de TV, enquanto as personagens femininas foram encontradas atraente, algo anotado para ser incomum para alguns outros animes.